# Gira Talismán
Es la segunda gira que realizó el músico argentino Skay Beilinson. Se realizó para presentar su segundo disco, Talismán. Comenzó el 19 de noviembre de 2004 y terminó el 2 de junio de 2007. Es con este disco que el Flaco recorrió la Argentina y volvió a pisar suelo uruguayo. Esta gira se caracteriza por un sinfín de presentaciones por todo el país. En el medio de esta gira, se encontraba grabando el tercer disco. En un recital, el Flaco estrenó un tema nuevo que se incluiría en este tercer disco. Recorrieron toda la Argentina durante lo que restaba de la gira. Se realizaron un total de 39 shows, superando a la gira anterior que también los llevó por todo el país. En lo que quedaba de la gira siguieron dando shows hasta lanzar su tercer disco que se llama La marca de Caín.

## Lanzamiento del disco y gira

### 2004
El 25 de octubre sale el segundo disco de Skay Beilinson que se llama Talismán. El nombre de este disco proviene del tema Abalorios. En él participa la cantante lírica Eva Faludi, con quien el Flaco interpreta el tema que cierra este disco y se llama Presagio. El séptimo tema de este disco es una reversión de la antigua canción redonda Espiroqueta. Se titula El gourmet del infierno. Este es el segundo disco con Daniel Colombres en la batería y el primero con Oscar Reyna en la segunda guitarra, Claudio Quartero en el bajo y Javier Lecumberry en el teclado. La gira comienza con un doblete en Willie Dixon de Rosario, a 11 años del debut de Los Redondos en el estadio de Huracán. El 4 de diciembre, el Flaco llega por primera vez a San Juan, con un show en Demetriu Disco. El 7 de diciembre tocó en Bodega Centenario. Una semana después dio un show en el estadio de Excursionistas, despidiendo un año inmejorable.

### 2005
Comienza un nuevo año tocando el 4 de febrero en GAP. El 24 de abril tocó en Scombrock. Se agregó una nueva función para el 1 de mayo. El 7 de mayo toca en La Vieja Usina. Es en esta gira que ingresa Topo Espíndola como nuevo baterista tras la salida de Daniel Colombres. El 17 de julio tocaron en GAP. El 14 de agosto tocaron en Scombrock. Se agregó un nuevo concierto para el 28 de agosto. El 4 de octubre tocaron en el estadio Racing Club de Trelew. Dos días después volvieron a tocar en Demetriu Disco. El 8 de octubre tocaron en la Disco Ticket de Neuquén, y el 10 de octubre en La Morocha Disco. El 29 de octubre regresaron a Uruguay para tocar en el Velódromo Municipal de Montevideo. El 26 de noviembre tocaron en el Estadio Andes Talleres, y finalmente despiden el año tocando el 10 de diciembre en el estadio Central Córdoba y el 17 de diciembre en El Sitio.

### 2006
Comienza un nuevo año tocando el 25 de enero en la Comuna San Roque junto a otras bandas en el marco de la sexta edición del legendario festival Cosquín Rock. El 13 de mayo vuelve a Scombrock. El 2 de junio se realiza un nuevo concierto en el Teatro Colegiales. El 10 de junio, el Flaco y su banda tocaron en el Estadio General Paz Juniors. El 18 de julio se realizó un megacústico en el Teatro Colegiales, en un concierto que fue transmitido por Mega 98.3. Un mes después tocó por primera vez en el Teatro Flores. Se agregó una nueva fecha, el 19 de agosto. El 8 de septiembre vuelve con su banda al Teatro Colegiales. La segunda fecha tuvo lugar el 9 de septiembre. 10 días después volvieron al mismo escenario. El 15 de octubre volvieron otra vez a GAP. El 19 de noviembre, a 13 años del primer show de Los Redondos en el estadio de Huracán, el Flaco vuelve a Scombrock, y así despidió el año.

### 2007
Inician un nuevo año tocando el 17 de febrero en el Auditorio Sur. Luego tocaron en Mackenna Cantina Club el 27 de febrero y en el Teatro Flores el 17 de marzo. El 20 y 21 de abril volvieron al Willie Dixon. El 1 y 2 de junio cerraron la gira con dos shows en The Roxy Live Bar. En el primer recital del año, estrenaron Los caminos del viento.

## Conciertos
| Fecha                    | Ciudad                 | País      | Recinto                     |
| ------------------------ | ---------------------- | --------- | --------------------------- |
| América del Sur          |                        |           |                             |
| 19 de noviembre de 2004  | Rosario                | Argentina | Willie Dixon                |
| 20 de noviembre de 2004  | Rosario                | Argentina | Willie Dixon                |
| 4 de diciembre de 2004   | San Juan               | Argentina | Demetriu Disco              |
| 7 de diciembre de 2004   | Mendoza                | Argentina | Bodega Centenario           |
| 14 de diciembre de 2004  | Buenos Aires           | Argentina | Estadio Excursionistas      |
| 4 de febrero de 2005     | Mar del Plata          | Argentina | GAP                         |
| 24 de abril de 2005      | José C. Paz            | Argentina | Scombrock                   |
| 1 de mayo de 2005        | José C. Paz            | Argentina | Scombrock                   |
| 7 de mayo de 2005        | Córdoba                | Argentina | La Vieja Usina              |
| 17 de julio de 2005      | Mar del Plata          | Argentina | GAP                         |
| 14 de agosto de 2005     | José C. Paz            | Argentina | Scombrock                   |
| 28 de agosto de 2005     | José C. Paz            | Argentina | Scombrock                   |
| 4 de octubre de 2005     | Trelew                 | Argentina | Estadio Racing Club         |
| 6 de octubre de 2005     | San Juan               | Argentina | Demetriu Disco              |
| 8 de octubre de 2005     | Neuquén                | Argentina | Disco Ticket                |
| 10 de octubre de 2005    | Junín de los Andes     | Argentina | La Morocha Disco            |
| 29 de octubre de 2005    | Montevideo             | Uruguay   | Velódromo Municipal         |
| 26 de noviembre de 2005  | Godoy Cruz             | Argentina | Estadio Andes Talleres      |
| 10 de diciembre de 2005  | Tucumán                | Argentina | Estadio Central Córdoba     |
| 17 de diciembre de 2005  | Gálvez                 | Argentina | El Sitio                    |
| 25 de enero de 2006      | Santa María de Punilla | Argentina | Aeródromo                   |
| 13 de mayo de 2006       | José C. Paz            | Argentina | Scombrock                   |
| 2 de junio de 2006       | Colegiales             | Argentina | El Teatro                   |
| 10 de junio de 2006      | Córdoba                | Argentina | Estadio General Paz Juniors |
| 18 de julio de 2006      | Colegiales             | Argentina | El Teatro                   |
| 18 de agosto de 2006     | Flores                 | Argentina | El Teatro                   |
| 19 de agosto de 2006     | Flores                 | Argentina | El Teatro                   |
| 8 de septiembre de 2006  | Colegiales             | Argentina | El Teatro                   |
| 9 de septiembre de 2006  | Colegiales             | Argentina | El Teatro                   |
| 19 de septiembre de 2006 | Colegiales             | Argentina | El Teatro                   |
| 15 de octubre de 2006    | Mar del Plata          | Argentina | GAP                         |
| 19 de noviembre de 2006  | José C. Paz            | Argentina | Scombrock                   |
| 17 de febrero de 2007    | Temperley              | Argentina | Auditorio Sur               |
| 27 de febrero de 2007    | Buenos Aires           | Argentina | Mackenna Cantina Club       |
| 17 de marzo de 2007      | Flores                 | Argentina | El Teatro                   |
| 20 de abril de 2007      | Rosario                | Argentina | Willie Dixon                |
| 21 de abril de 2007      | Rosario                | Argentina | Willie Dixon                |
| 1 de junio de 2007       | Buenos Aires           | Argentina | The Roxy Live Bar           |
| 2 de junio de 2007       | Buenos Aires           | Argentina | The Roxy Live Bar           |

## Formación en la primera parte de la gira
- Skay Beilinson - Voz y guitarra eléctrica (2002-Actualidad)
- Oscar Reyna - Guitarra eléctrica secundaria (2002-2018)
- Claudio Quartero - Bajo (2002-Actualidad)
- Javier Lecumberry - Teclados (2002-Actualidad)
- Daniel Colombres - Batería (2002-2005)

## Formación en la segunda parte de la gira
- Skay Beilinson - Voz y guitarra eléctrica (2002-Actualidad)
- Oscar Reyna - Guitarra eléctrica secundaria (2002-2018)
- Claudio Quartero - Bajo (2002-Actualidad)
- Javier Lecumberry - Teclados (2002-Actualidad)
- Topo Espíndola - Batería (2005-2018)